# Cymbidium goeringii
Espèce
Cymbidium goeringii est une espèce d'orchidées du genre Cymbidium originaire d'Asie.
Elle est déjà cultivée sous la dynastie Zhou pour sa beauté et son parfum. 